# Gordon West
Gordon West (24. april 1943 i Darfield – 10. juni 2012) var en engelsk fodboldspiller, der spillede som målmand. Han var på klubplan primært tilknyttet Everton, hvor han spillede i elleve sæsoner og var med til at vinde både to engelske mesterskaber og FA Cuppen. Han spillede også for Blackpool F.C. og Tranmere Rovers.
West blev desuden noteret for tre kampe for Englands landshold. Han repræsenterede sit land ved EM i 1968.

## Titler
Engelsk 1. division
- 1963 og 1970 med Everton F.C.

FA Cup
- 1966 med Everton F.C.

Charity Shield
- 1963 og 1970 med Everton F.C.